# Héloup
Héloup (auch: Hesloup) ist eine französische Gemeinde mit 887 Einwohnern (Stand: 1. Januar 2022) im Département Orne in der Region Normandie. Héloup gehört zum Arrondissement Alençon und zum Kanton Damigny. Die Gemeinde ist Teil des Gemeindeverbandes Communauté urbaine d’Alençon. Die Einwohner werden Hélouins genannt.

## Geographie
Héloup liegt etwa fünf Kilometer südwestlich des Stadtzentrums von Alençon am Fluss Sarthe, der die Gemeinde im Norden und Westen begrenzt. Sie gehört zum Regionalen Naturpark Normandie-Maine. Umgeben wird Héloup von den Nachbargemeinden Condé-sur-Sarthe im Norden, Saint-Germain-du-Corbéis im Nordosten, Arçonnay im Osten, Bérus im Süden und Südosten, Gesnes-le-Gandelin im Süden, Moulins-le-Carbonnel im Südwesten sowie Mieuxcé im Westen.
Durch die Gemeinde führt die Autoroute A12.

## Bevölkerungsentwicklung
| Jahr                       | 1962 | 1968 | 1975 | 1982 | 1990 | 1999 | 2006 | 2018 |
| -------------------------- | ---- | ---- | ---- | ---- | ---- | ---- | ---- | ---- |
| Einwohnerzahl              | 387  | 424  | 680  | 785  | 841  | 897  | 946  | 910  |
| Quellen: Cassini und INSEE |      |      |      |      |      |      |      |      |

## Sehenswürdigkeiten

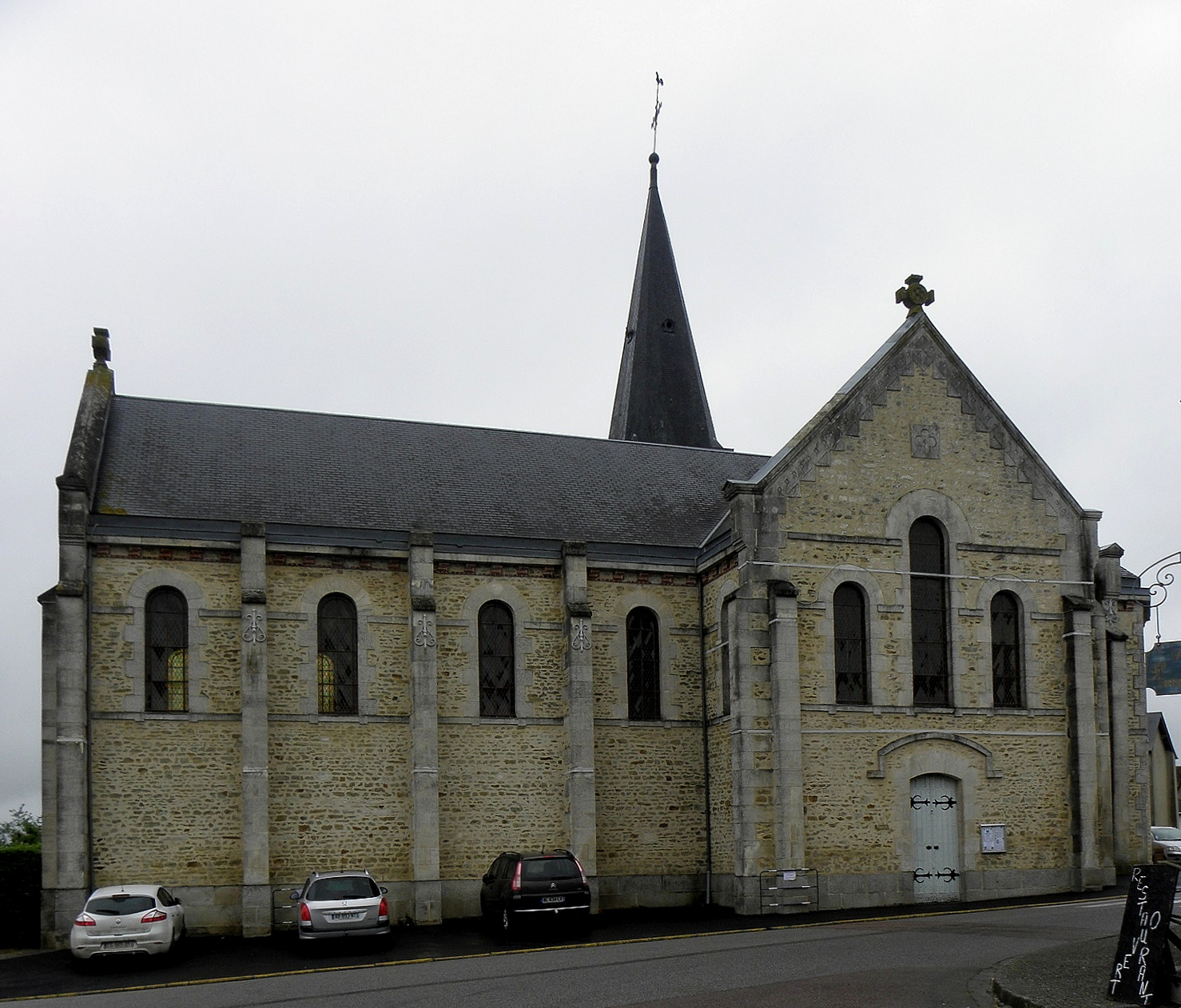
Kirche Sainte-Marie-Madeleine

- Kirche Sainte-Marie-Madeleine
- Schloss Beauvais
- Mühle von Baudet